# Jizerka (Lázně Libverda)
Jizerka je bývalá turistická chata vybudovaná v nadmořské výšce 515 metrů východně od obce Lázně Libverda ve Frýdlantském výběžku na severu Libereckého kraje České republiky. Stojí osamoceně na okraji lesa při červeně značené turistické trase z Lázní Libverdy na Hubertku a dále přes Tišinu až na Smrk. Vlastníky chaty Jizerka byli před druhou světovou válkou manželé Ella a Otto Riedelovi. Podle nich se objekt nazýval též Riedlova bouda (německy Riedel Baude) či zkráceně Riedlovka. Po roce 1945 se z objektu po nákladné přestavbě stala podniková chata firmy Sepap Štětí. Po sametové revoluci sice areál několikrát změnil majitele, ale byl neustále v provozu. Stala se cílem výletů lázeňských hostů a v nočních hodinách díky svému tanečnímu sálu též místem vyhledávaným mládeží z oblasti Frýdlantska. Vlivem finančních machinací byl ovšem podnik uzavřen a od té doby chátrá.
Součástí areálu jsou dvě budovy, a sice samotná patrová chata Jizerka a jihozápadně od ní v devadesátých letech 20. století vybudovaný objekt vinárny. Západně od chaty se nachází asfaltový volejbalový kurt a chátrající brouzdaliště (o rozměrech 8 × 4 metry) spolu s bazénem majícím rozměry 8 × 13 metrů a prolézačkami. V objektu chaty se nacházel taneční sál, sauna či tenisový kurt.
Pro příznivce geocachingu se u objektu nachází cache označená „GC29R40“.